# Фрібур-Готтерон
ХК Фрібур-Готтерон (фр. Hockey Club Fribourg-Gottéron, нім. HC Fribourg-Gottéron) — хокейний клуб з міста Фрібур, Швейцарія. Заснований у 1937 році. Виступає у чемпіонаті Національної ліги А. Домашні ігри команда проводить на «Патінуар Сен-Леонард» (6,800). Офіційні кольори клубу чорний, білий, синій та червоний.

## Історія
Створення ХК Готтерон, приходиться на 1 грудня 1937 року. Перша офіційна гра відбулась в 1941 році, а в сезоні 1946/47, хокейний клуб перемагає в Національної ліги В та входить до Національної ліги А. Мешканці міста зібрали гроші на будівництво ковзанки хокейного клубу (домашньою ареною клубу була відкрита ковзанка «Ле Агустінс»), а в 1982 році була відкрита нова арена Патінуар Сен-Леонард.
У 1967 році клуб отримав назву — Хокейний Клуб Фрібур. У 1980 році під керівництвом тренера Гастона Пеллетьє клуб отримав свою нинішню назву ХК «Фрібур-Готтерон». У сезоні 1986/87 Жан-Франсуа Сове став найкращим бомбардиром НЛА з 91 очком, сам клуб посів в чемпіонаті сьоме місце. Наприкінці сезону, баланс клубу був від'ємним 900,000 швейцарських франків.
На початку 1990-х років до клубу прийшли відомі радянські хокеїсти: В'ячеслав Биков та Андрій Хомутов. В цей період з 1992 до 1994 «Фрібур-Готтерон» став тричі срібним призером.
У 1997 році клуб став акціонерним товариством. Початковий статутний капітал зріс на 2 млн швейцарських франків і становив 3,5 млн швейцарських франків, на початок 2000-х років статутний капітал становив 2 353 630 швейцарських франків.
22 листопада 2006 новообраний склад ради стабілізував фінансовий стан клубу.
У сезоні 2007/08 команда вийшла в півфінал, де програли в серії 1:4 клубу «Серветт-Женева». В наступному сезоні (2008/09) знову дістались півфіналу, але поступились «Давосу» 3:4. В даний час річний бюджет становить 11 млн швейцарських франків.
У наступних сезонах ХК Фрібур-Готтерон програвав у чвертьфіналі плей-оф.
Клуб тричі брав участь у Кубку Шпенглера 1992, 2012 та 2024 року.

## Досягнення
Чемпіонат Швейцарії
- Срібний призер (5): 1983, 1992, 1993, 1994, 2013.

Кубок Шпенглера
- Володар (1): 2024

## Відомі гравці
| - Давид Айбішер - Сергій Макаров - Рене Фазель - Марк Штрайт - Бйорн Мелін - Лоран Меньє - Корі Мерфі - Тібо Монне | - Роберт Нільссон - Кріш'яніс Редліхс - Міка Стремберг - Торгаєв Павло Вікторович - Юкка Хентунен - Ханнес Хювенен - Антон Штястний - Крістобаль Юе | - Дан Бушар - Горан Безіна - Сандро Бертаджа - Себастьєн Карон - Ріхард Лінтнер - Андрієвський Олександр Леонідович |

## Закріплені номери
- #4 Крістіан Гофштеттер
- #10 Маріо Роттаріс
- #19 Філіпп Маркіз
- #85 Жіль Монтадон
- #90 В’ячеслав Биков
- #91 Андрій Хомутов